# جوليو سيزار دا كروز كويمبرا
جوليو سيزار دا كروز كويمبرا هو لاعب كرة قدم برازيلي في مركزي قلب الدفاع والدفاع، ولد في 10 أكتوبر 1980 في ساو غونسالو في البرازيل. لعب مع نادي اتلتيكو سوروكابا ونادي بوتافوغو اس بي ونادي فورتاليزا ونادي كريسيوما ونادي ميراسول.

## وصلات خارجية
- جوليو سيزار دا كروز كويمبرا على موقع قاعدة بيانات كرة القدم.إي يو (الإنجليزية)
- جوليو سيزار دا كروز كويمبرا على موقع Soccerway.com (الإنجليزية)